# Makhatchkala
Makhatchkala (russo:  Махачкала; IPA: [məxət͡ɕkɐˈla]; Avar: МахӀачхъала; Daguestânico: Магьачкъала; Kumyk: Магьачкъала, Mahačqala) é a capital da República do Daguestão, na Rússia. Está localizado na costa ocidental do Mar Cáspio e é o lar da Grande Mesquita de Makhatchkala, uma das maiores da Rússia. A partir do Censo Demográfico de 2010, a cidade tinha uma população de 572.076 habitantes, tornando-se a maior cidade do Distrito Federal do Cáucaso Norte. A cidade tem uma pluralidade étnica, com os Avaros e Laks como os maiores grupos étnicos.
Fundada como uma fortaleza do Império Russo em 1844 e dado o estatuto de cidade 13 anos depois, a cidade tinha o nome do czar russo Pedro, o Grande, até 1921. Desde a queda da União Soviética, Makhatchkala foi afetada por insurgentes islâmicos, como parte de um conflito em toda a república.

## História
A predecessora histórica de Makhatchkala foi a cidade de Tarki, agora um mero subúrbio, cuja história remonta ao século XV e, possivelmente, muito antes. A moderna cidade de Makhatchkala foi fundada em 1844 como uma fortaleza; em 1857 foi concedido o status de cidade. O nome original em russo da cidade era Petrovskoye (Петровское) — homenagem ao czar russo Pedro, o Grande, que visitou a região em 1722. No entanto, entre os moradores era conhecido como Anji-Qala (A Fortaleza da Pérola); Qala ou Kala (قلعه) significa fortaleza em persa, turco e árabe, e Anji significa pérola na língua kumyk. A cidade foi rebatizada Petrovsk-Port (Петровск-Порт) em 1857, ou simplesmente Petrovsk e, em seguida Makhatchkala em 1921, em homenagem ao revolucionário daguestani Magomed-Ali Dakhadaev, o "Makhach".
Em janeiro de 1919, durante a Guerra Civil Russa, o Esquadrão No. 221 da Real Força Aérea britânica baseou-se em Petrovsk. Em março, o esquadrão No. 266 se juntou a eles e ambos os esquadrões estiveram envolvidos em operações de bombardeio contra as forças bolcheviques em Astrakhan e alhures. Em agosto de 1919, ambos os esquadrões foram retirados de Petrovsk. A cidade foi invadida pelo Exército Vermelho na primavera de 1920.
A cidade sofreu grandes danos durante o terremoto de 14 de maio de 1970.

## Inquietação
Makhatchkala está próxima de áreas de conflito e, portanto, na região conta com a presença de um serviço de segurança pesado. Em 25 de novembro de 2011 houve um protesto na cidade, com a presença de aproximadamente 3.000 pessoas, exigindo o fim às atividades ilegais perpetradas pelos serviços de segurança.
Em 15 de dezembro de 2011, Khadjimurad Kamalov, um jornalista investigativo russo e fundador do jornal independente Chernovik, foi morto a tiros em um aparente assassinato.

## Demografia
A população de Makhatchkala inclui (dados do Censo de 2002):
- Avares (26.5%)
- Laks (14.6%)
- Cumiques (13.9%)
- Dargwas (13.7%)
- Lezguianos (13.6%)
- Russos (9.1%)
- Tabasaranos (2.2%)
- Azerbaidjanos (1.4%)
- Rutulos (1.2%)

## Esporte

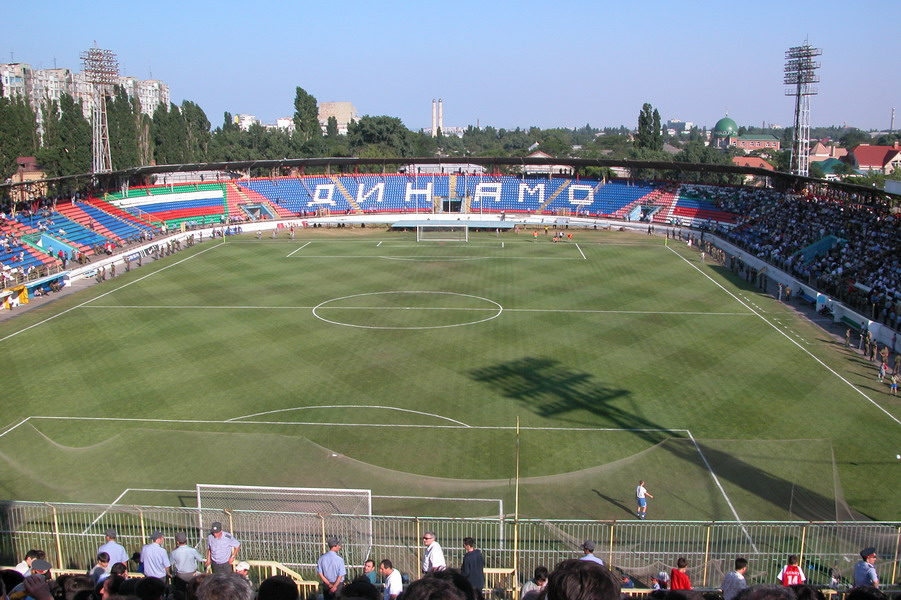
O Estádio Dínamo é a casa do FC Anji Makhachkala do Campeonato Russo de Futebol.

O clube de futebol da cidade, o FC Anji Makhachkala do Campeonato Russo de Futebol, joga no Estádio Dínamo, um estádio de futebol com capacidade para 15.200 lugares. Outro clube da cidade é o FK Dinamo-Dagestan.[carece de fontes?]
Fundado em 1991, a região voltou para o Campeonato Russo em 2009 e em janeiro de 2011 foram adquiridas pelo empresário bilionário daguestanês da industria de commodities Suleiman Kerimov, cujo investimento permitiu ao clube contratar jogadores como o vencedor da Copa do Mundo Roberto Carlos e o atacante camaronês Samuel Eto'o, que, durante o seu tempo no clube, se tornou o jogador mais bem pago do mundo. No entanto, devido a recentes tumultos na região, os jogadores atualmente vivem e treinam em Moscou, e uma guarda armada patrulham suas partidas. A cidade de Makhatchkala também é a casa do lutador do Ultimate Fighting Championship e ex-campeão da categoria peso-leve Khabib Nurmagomedov.

## Geminações
- Balıkesir, Balıkesir, Turquia
- Bréscia, Lombardia, Itália
- Biskra, Biskra, Argélia
- Vladikavkaz, Ossétia do Norte-Alânia, Rússia
- Kiev, Ucrânia
- La Roche-sur-Yon, Vendeia, França
- Ndola, Copperbelt, Zâmbia
- Oldemburgo, Baixa Saxônia, Alemanha
- Roterdão, Holanda do Sul, Países Baixos
- Spokane, Washington, EUA
- Smolyan, Smolyan, Bulgária
- Fatih, Istambul, Turquia
- Sfax, Sfax, Tunísia
- Siping, Jilin, República Popular da China
- Yalova, Yalova, Turquia
- Aktau, Mangghystau, Cazaquistão
- Baku, Azerbaijão
- Belgorod, Oblast de Belgorod, Rússia
- Volgogrado, Oblast de Volgogrado, Rússia
- Ecaterimburgo, Oblast de Sverdlovsk, Rússia
- Moscovo, Rússia
- São Petersburgo, Rússia
- Perm, Krai de Perm, Rússia
- Krasnodar, Krai de Krasnodar, Rússia
- Saratov, Oblast de Saratov, Rússia[13]